# Gustavia superba
Espèce
Synonymes
- Gustavia superba var. salviniae Hemsl.[1]
- Japarandiba superba (Kunth) Kuntze[1]
- Pirigara insignis Kunth ex Hemsl.[1]
- Pirigara superba Kunth[1] [2]

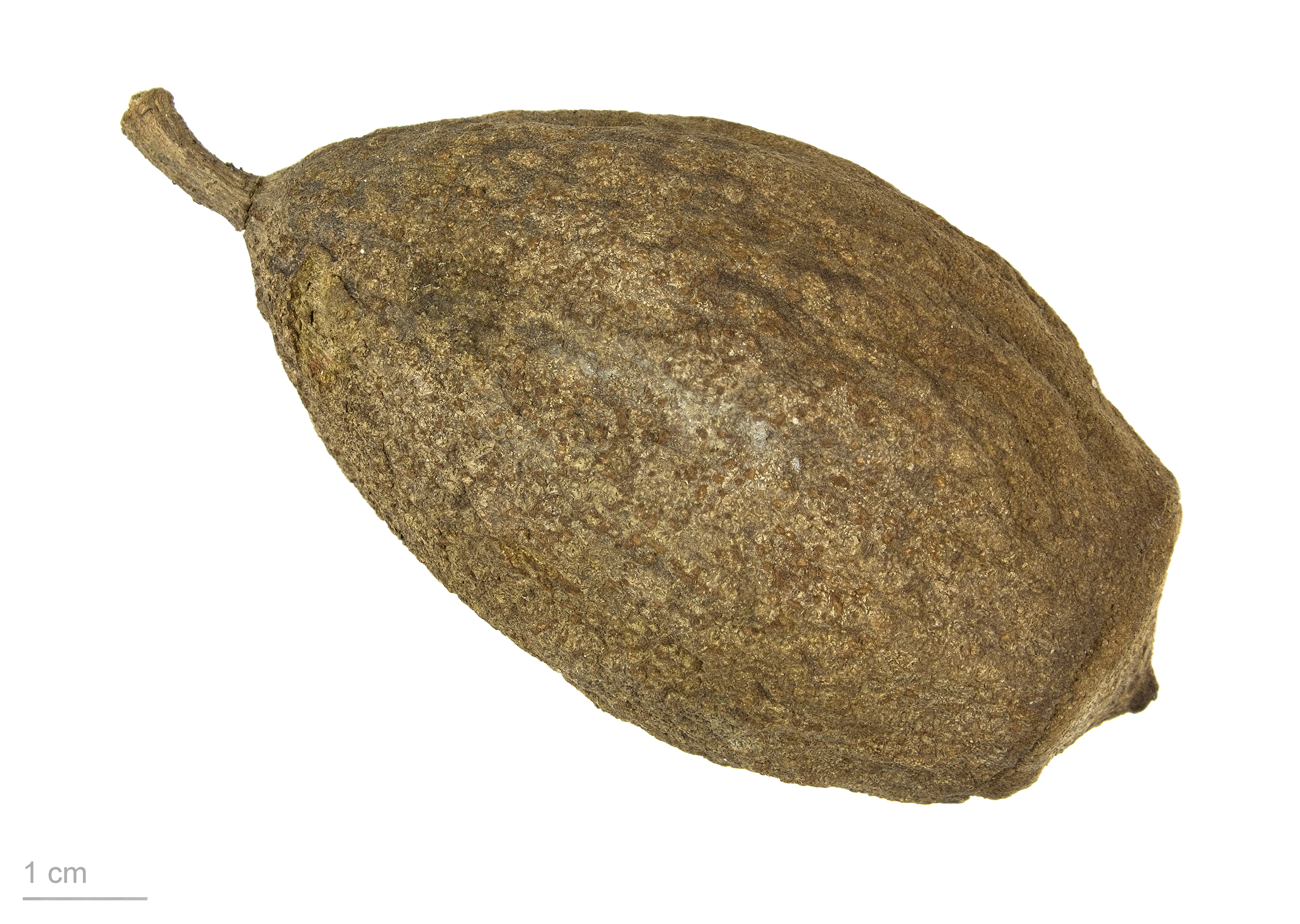
Gustavia superba au Muséum de Toulouse.

Gustavia superba est une espèce de plantes à fleurs de la famille des Lecythidaceae.